# Chiesa di Sant'Ildefonso (Toledo)

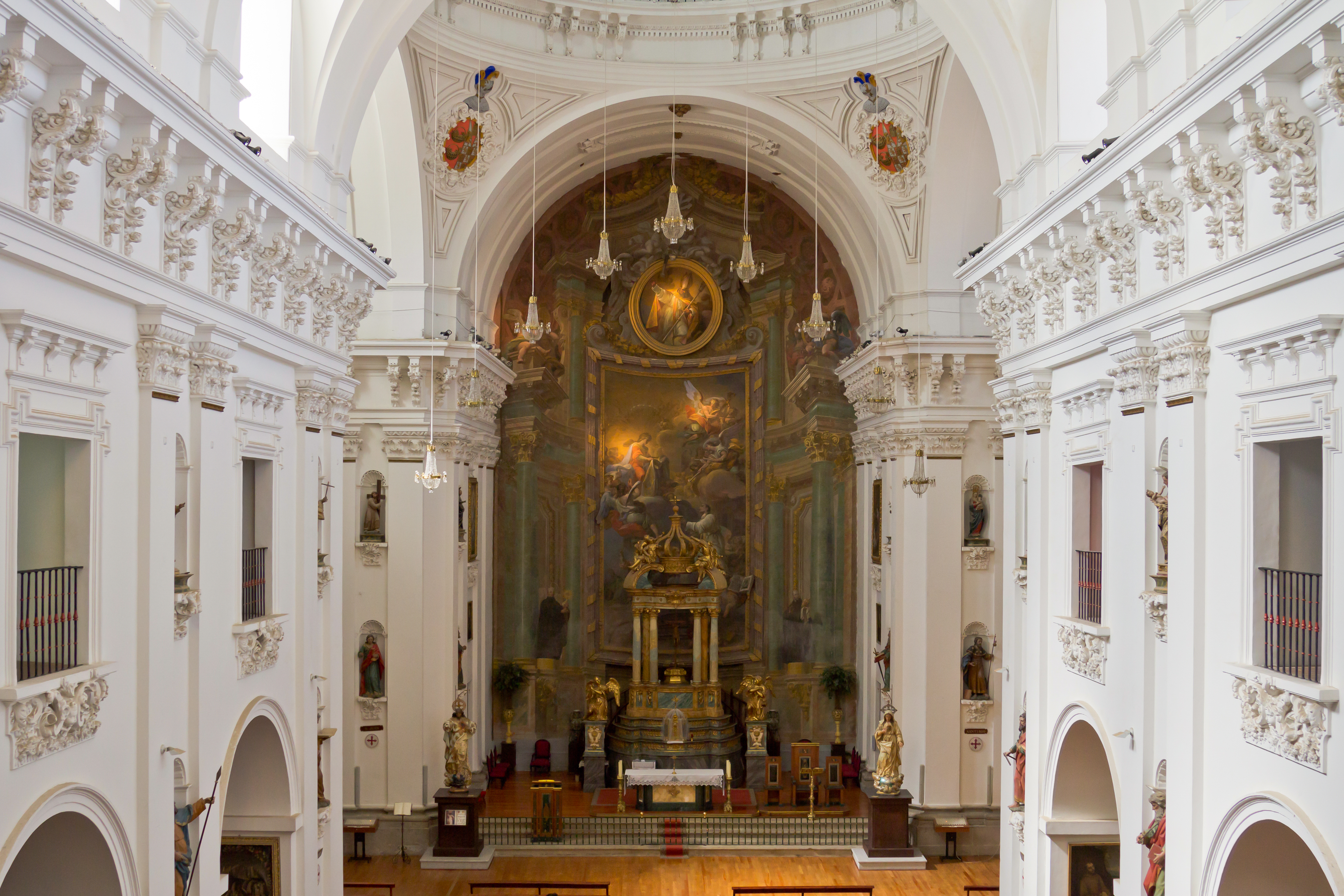
Interno

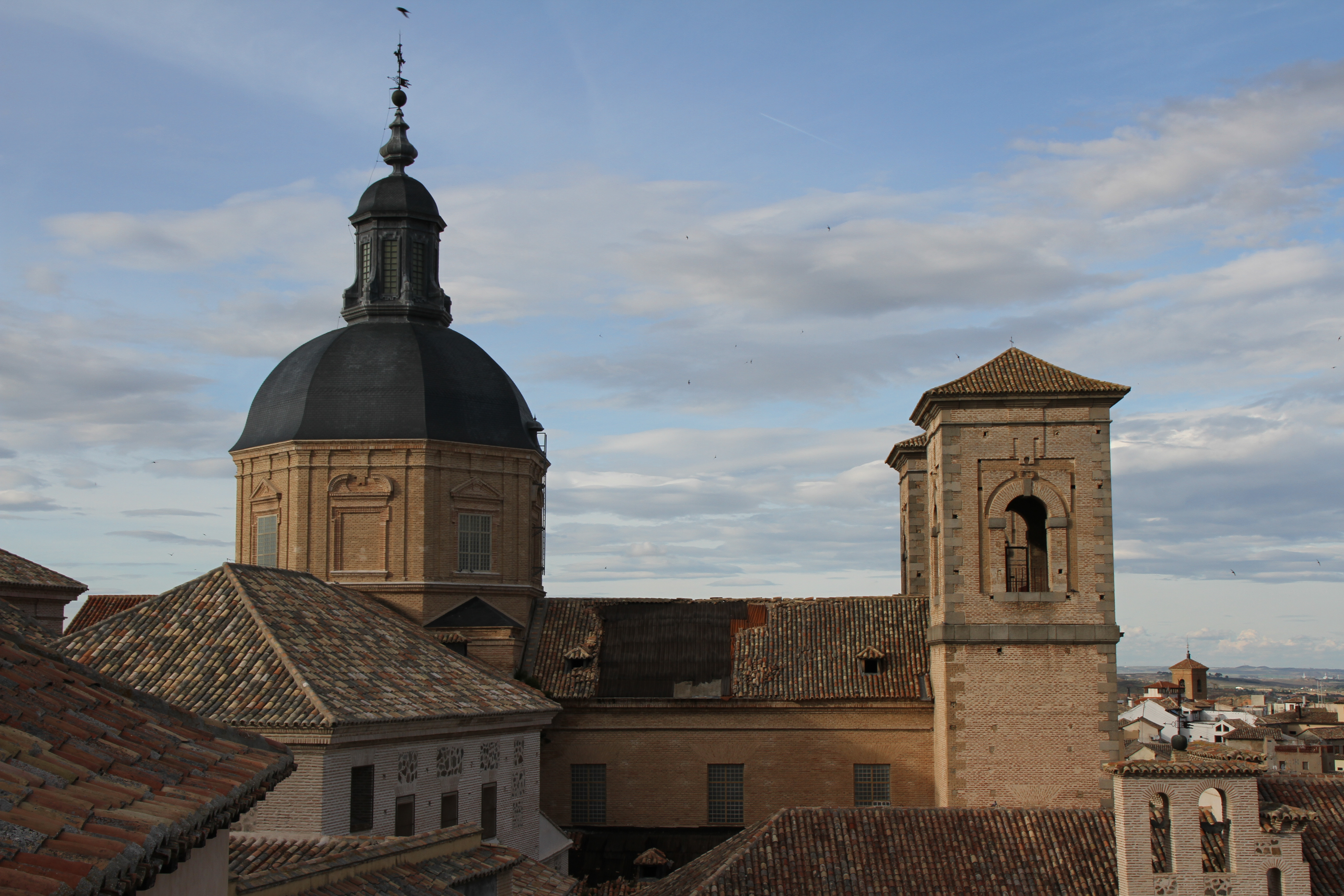
Cupola e torri della chiesa

La chiesa di Sant'Ildefonso è una chiesa barocca situata nel centro storico della città di Toledo, in Spagna; è conosciuta come la Chiesa dei Gesuiti ed è dedicata a Ildefonso di Toledo, patrono della città e Padre della Chiesa.

## Storia
La sua costruzione, prolungatasi per oltre un secolo, cominciò nel 1629, su un terreno acquistato dai Gesuiti di Toledo nel 1569, dove si incrociavano le case di Juan Hurtado de Mendoza Royas e Guzmàn, conte di Orgaz, e dove era anche presente la casa natale di San Ildefonso. Pedro e Estefanía Manrique, membri dell'alta aristocrazia castigliana, furono i principali responsabili della costruzione della chiesa, com'è scritto anche nei documenti riguardanti la fondazione di essa:
(Documento della fondazione.)
La chiesa ha uno stile che è influenzato dalle piante delle chiese gesuite di Palencia e di Alcalá de Henares e anche la Chiesa del Gesù, che si trova a Roma ed è la chiesa madre della Compagnia di Gesù. I disegni della suddetta chiesa sono stati attribuiti a Juan Bautista Monegro, all'epoca capomastro della cattedrale. Tuttavia, non è stato lui ad essersi dedicato alla costruzione della chiesa, ma Pedro Sánchez, un gesuita dal quale furono modificati i disegni originali, portando cambiamenti alla facciata e alla parte frontale in generale. L'architetto Pedro Sánchez morì pochi anni dopo, nel 1633 e gli succedette un altro del suo ordine, Francisco Bautista, a cui si deve il retablo in stile barocco, il quale domina la città da un'elevata posizione. Diversi decenni dopo, nel 1669, Bautista affidò il suo lavoro a Bartolomé Zumbigo, architetto locale, che terminò le torri e la facciata. Nel 1718 fu consacrata l'allora incompleta opera, alla quale mancavano ancora la sacrestia, la cappella maggiore e la smussatura, che contiene il reliquiario. Quasi mezzo secolo dopo, nel 1765, fu completata la costruzione della chiesa, la quale era stata diretta nella fase finale da José Hernández Sierra, architetto di Salamanca. I Gesuiti, solo due anni dopo furono cacciati dalla Spagna per ordine del re Carlo III, con l'accusa di essere stati gli istigatori della Rivolta di Squillace, che ebbe luogo nel 1766. La Compagnia di Gesù non recuperò la chiesa fino al XX secolo.

## Descrizione
Situata tra la via di San Romano e la via Alfonso XII, la chiesa presenta un'orientazione nord-ovest-sud-ovest, in modo tale che la facciata sia rivolta verso la Cattedrale di Toledo. L'interno della chiesa, di grandi dimensioni e prevalentemente tinto di bianco, presenta una navata a croce latina. Oltre questa risalta l'alta cupola sopra la crociera. Nel transetto sono presenti due grandi retabli barocchi. Di essi, originari della Chiesa di San Giovanni Battista, oggi scomparsa, uno rappresenta San Giuseppe operaio con il Bambinello, a opera di Germán López Mejía; l'altro è il Battesimo di Cristo, dell'artista Alonso de Arco e datato 1702. Su entrambi i lati della navata ci sono dei percorsi interconnessi tra loro con quattro cappelle minori per ognuno; le cappelle sono riccamente decorate secondo i gusti barocco e rococò. Le cappelle al lato nord-est dell'edificio, in ordine dal transetto, sono dedicate alla Vergine di Fatima, a Francesco Saverio, al Cristo in croce e a Francesco Borgia. Nel lato sud-ovest sono dedicate all'Immacolata, a Maria Addolorata, a Ignazio di Loyola e ai Martiri di Cristo. In un angolo della chiesa vi è la cappella ottagonale, dove si tengono e venerano le reliquie della chiesa. La cappella, dalle pareti color rosso scuro e coronata da una piccola cupola, ospita anche la Vergine del Soccorso, opera di Germán López Mejía. Alle spalle dell'altare, la chiesa ha un retablo affrescato, realizzato dagli artisti Alejandro e Luis González Velázquez con la tecnica del trompe-l'œil dove è rappresentata la discesa della Vergine a San Ildefonso per l'istituzione della casula. Sotto il retablo dall'illusionismo architettonico e dietro l'altare è situato un tabernacolo di legno dorato, dove è rappresentata, tramite la tecnica dell'intaglio, la scena della Crocifissione. Lungo tutta la navata sono distribuite quattordici dedicate principalmente agli apostoli e furono scolpite, così come la Vergine del Soccorso, da Germán López Mejía. La parte esterna della cupola, a causa delle dimensioni e della posizione della chiesa, è uno dei punti più alti della città, assieme alla Cattedrale di Santa Maria e all'alcázar, i quali hanno entrambi considerevoli altezze, al pari delle torri di Sant'Ildefonso, che sono visitabili; in una delle torri ci sono tre campane di bronzo. Sulla facciata si possono osservare diverse decorazioni di pregio. La porta principale originale, tuttora conservata, presenta un bassorilievo dove è raffigurata la discesa della Vergine sulla città di Toledo, ad opera di Diego Rodríguez de Luna. Al di sopra di essa c'è la vetrata, dove tutt'intorno ci sono cinque statue, realizzate da Mattia Carmannini e Félix Bambi, le cui nicchie sono allineate e affiancate da quattro colonne corinzie. Sulla facciata è presente lo scudo della famiglia Manrique di Castiglia, per omaggiare Pedro e Estefanía Manrique.